# 112-й «А» отдельный танковый батальон
112-й «А» отдельный танковый батальон, он же до 5 сентября 1941 года 112-й отдельный танковый батальон — воинская часть РККА ВС СССР в Великой Отечественной войне

## История
Батальон был сформирован на базе 45-го и 144-го танковых полков 23-й танковой дивизии 25 августа 1941 года на Северо-Западном фронте. Надо иметь в виду, что во время Зимней войны в боевых действиях также участвовал 112-й отдельный танковый батальон 35-й легкотанковой бригады, который не имеет ничего общего с данным.
В действующей армии с 25 августа 1941 года по 16 октября 1941 года.
Из состава батальона 5 сентября 1941 года был выделен 112-й «Б» отдельный танковый батальон, соответственно батальон, к номеру 112 получил литеру.
Батальон с боями в течение сентября 1941 года отступает из района деревни Петрухново (юго-западнее Старой Руссы) в район севернее Демянска, и в октябре находился в районе северо-западнее озера Вельё
Расформирован 16 октября 1941 года в соответствии с Перечнем № 29, но по справочнику Боевого Состава Советской армии числится и в ноябре 1941 года в составе Северо-Западного фронта.

## Подчинение
| Дата            | Фронт (округ)         | Армия      | Корпус | Дивизия | Примечания |
| --------------- | --------------------- | ---------- | ------ | ------- | ---------- |
| 01.09.1941 года | Северо-Западный фронт | 34-я армия | -      | -       | -          |
| 01.10.1941 года | Северо-Западный фронт | -          | -      | -       | -          |
| 01.11.1941 года | Северо-Западный фронт | -          | -      | -       | -          |

## Командиры
- Тихоненко, Николай Кондратьевич, майор